# 마나베 슈쿠로
마나베 슈쿠로(일본어: 眞鍋淑郎, 영어: Syukuro Manabe, 1931년 9월 21일 ~ )는 일본 출신 미국의 기상학자이다. 지구 기후의 물리적 모델링(physical modelling of Earth's climate)에 의한 지구 온난화를 예측하고 복잡계(complex system)의 이해에 획기적인 기여를 한 공로로 클라우스 하셀만, 조르조 파리시와 함께 2021년 노벨 물리학상을 공동 수상했다.

## 업적
컴퓨터를 사용한 3차원 대기 대순환 모델 및 대기해양 결합 모델의 구축과 그에 따른 기후 시뮬레이션이다.
1차원의 방사대류 평형 모델 에 의한 것이다.
에너지 보존 법칙에 근거해 대기의 각층의 기온이 변화할 수 있다.
인간의 활동, 특히 화석연료의 소비에 의해 대기중의 이산화탄소 농도가 증가하고 있다는 것을 알게 되었기 때문에, 그것이 세계 평균 지상 기온의 상승을 가져올 것임을 시사했다.

1989년 북반구와 남반구와의 온난화의 진행의 차이를 지적했다
최근에는 가뭄이나 홍수가 증가하고 있다. 이는 1980년대에 우리의 (계산) 모델에서 보여준 것과 같은 것으로, 지금에 와서 생각하면 모델이 현실이 되고 있는 것이다.당시는 모델의 결과에 대해, 의문으로 생각하는 사람도 있었다. 이제는 그것이 의심의 여지가 없는 일이라는 것을 알게 되었다.
이러한 연구를 통해 지구온난화를 예측하는 데 선구적이고 중요한 역할을 한 것이 2021년 노벨 물리학상 수상 이유로 꼽힌다.

### 국적을 일본이 아닌 미국으로 변경한 이유
미국에서는 다른 사람의 기분을 신경 쓸 필요가 없습니다.

나는 주변과 협조하며 살 수 없다. 그것이 일본으로 돌아가고 싶지 않은 이유 중 하나입니다.

### 젊은 과학자와 한국에 대한 조언
나의 진짜 호기심이죠.

## 수상 경력
- 1966년 : 후지와라상(일본 기상학회)[3]
- 1967년 : Clarence Leroy Meisinger상(미국 기상 학회)
- 1970년 : 미국 상무부 황금 메달
- 1991년 : 칼-구스타프 로스비 연구상(미국 기상 학회)
- 1992년 : 제1회 블루플래닛상
- 1993년 : Roger Revelle Medal(미국 지구물리학회)
- 1995년 : 아사히상
- 1997년 : 볼보 환경상
- 2010년 : 윌리엄 보위 메달(미국 지구물리학회)
- 2015년 : 벤저민 프랭클린 메달
- 2016년 : BBVA Foundation Frontiers of Knowledge Award
- 2018년 : 크라포르드상[4]
- 2021년 : 노벨 물리학상

### 명예 박사 학위
- 2007년 : 맥길 대학교 명예박사

## 저서 및 논문
- Manabe, S., J. Smagorinsky, and R.F. Strickler, 1965: Simulated climatology of a general circulation model with a hydrologic cycle. Monthly Weather Review, 93(12), 769-798.
- Manabe, S., and R. T. Wetherald, 1967: Thermal equilibrium of the atmosphere with a given distribution of relative humidity. Journal of the Atmospheric Sciences, 24 (3), 241-259.
- Manabe, S. and K. Bryan, 1969: Climate Calculation with a combined ocean-atmosphere model. Journal of the Atmospheric Sciences, 26(4), 786-789.
- Manabe, S. and R.T. Wetherald, 1975: The effect of doubling of CO2 concentration in the atmosphere. Journal of the Atmospheric Sciences, 32(1), 3-15.
- Stouffer, R.J., S. Manabe, and K. Bryan, 1989: Interhemispheric Asymmetry in climate response to a gradual increase of atmospheric carbon dioxide. Nature, 342,660-662.
- Manabe, S., R.J. Stouffer, M.J. Spelman, and K. Bryan, 1991: Transient response of coupled ocean-atmosphere model to gradual changes of atmospheric CO2. Part I: Annual mean response. Journal of Climate, 4(8), 785-818.
- Manabe, S., M.J. Spelman, and R.J. Stouffer, 1992: Transient response of a coupled ocean-atmosphere model to gradual increase of atmospheric CO2. Part II: Seasonal response. Journal of Climate, 5(2): 105-126.
- Manabe, S., and R. J. Stouffer, 1995: Simulation of abrupt climate change induced by freshwater input to the North Atlantic Ocean. Nature, 378, 165-167.
- Manabe, S., and R.J. Stouffer, 2000: Study of abrupt climate Change by a coupled ocean-atmosphere model. Quaternary Science Reviews, 19: 285-299.
- Manabe, S., and Broccoli, A.J., 2020: Beyond Global Warming: How Numerical Models Revealed the Secrets of Climate Change. Princeton University Press. Princeton, New Jersey.

## 같이 보기
- 노벨상 수상자 목록